# Fonomimikai ábécé
A fonomimikai ábécé a magyar siket közösségek egyik ábécéje a daktil mellett. A fonomimikai ábécét használva tanítják a gyógypedagógusok a siketeket a beszédhangok helyes elsajátítására. A siketek egy része a daktilt részesíti előnyben, mások inkább a fonomimikát használják. Fontos szabály, hogy a két ábécét nem szabad egyazon szóban keverni. Magyarországon a daktil nem túl népszerű, legtöbbször csak a tulajdonneveknél alkalmazzák, és ilyenkor is csak a kezdőbetűt jelelik és kísérik artikulációval.

## Fonomimika
A fonomimika az olvasás tanításának a 20. század elején kialakult módja. Hangokra épül, amelyekhez jelek társulnak. E jeleket alkalmazva szavakat is összekapcsolhatunk.